# 3FM Serious Request 2016
3FM Serious Request 2016 was de dertiende editie van Serious Request, de jaarlijks terugkerende actie van de Nederlandse radiozender 3FM waarbij geld wordt ingezameld voor projecten van het Rode Kruis. Deze editie was gericht op het terugdringen van de hoge sterfte door longontsteking, en vond net als die van 2008 plaats op de Grote Markt in Breda.
Het doel in 2016 is aandacht voor longontsteking, de ziekte die jaarlijks zo'n 900.000 jonge slachtoffers eist in arme en oorlogsgebieden in Afrika. Deze 'stille ramp' speelt zich vooral af in de Hoorn van Afrika en ten zuiden van de Sahara.

## Voorgeschiedenis
In mei 2015 werd bekend dat het Glazen Huis het jaar erop in Breda zou komen. Het is niet de eerste keer dat Serious Request in de Brabantse stad plaatsvindt. Net als in 2008 kwam het Glazen Huis op de Grote Markt te staan. Het eindfeest is verplaatst naar het Chasséveld, de plek waar Radio 538 sinds 2014 jaarlijks haar koningsdagfeest viert.
Behalve Breda waren ook Veenendaal en Schiedam in de race om Serious Request te organiseren. Spijkenisse, Deventer, Amersfoort, Apeldoorn en Arnhem haakten voortijdig af.
Op 7 december werd in het radioprogramma van Domien Verschuuren het themanummer Are You With Me van Lucas Hamming voor het eerst ten gehore gebracht. Op 12 december werd bij Sander Hoogendoorn de veilingsite officieel geopend.
Deze editie verbleven voor het eerst niet drie maar twee dj's in het Glazen Huis. Domien Verschuuren deed voor de derde keer mee, Frank van der Lende debuteerde. Er zou voor het eerst een huisdier komen: een asielkat. Daar werd binnen een week na de bekendmaking van afgezien.

## Verloop
Dj Hardwell was op zondag 18 december degene die Domien Verschuuren en Frank van der Lende opsloot in het Glazen Huis. Daarna gaf hij nog een kort optreden op het dak van het huis.
Na een jaar van afwezigheid keerden de slaapgasten dit jaar weer terug. Dat waren Ali B, Dionne Stax, Giel de Winter, Stefan Jurriens en Thomas van der Vlugt van het YouTube-kanaal StukTV, Humberto Tan, Sanne Hans en minister-president Mark Rutte.
Een bijzondere actie werd geïnitieerd door de zesjarige Tijn Kolsteren uit het Brabantse dorp Hapert, die leed aan een ongeneeslijke vorm van hersenstamkanker. Hij kwam op woensdagochtend 21 december met zijn vader naar het Glazen Huis en had het idee om 100 euro voor Serious Request te verdienen door bij mensen hun nagels te lakken. De jongen werd door Verschuuren het huis binnengehaald, waarbij hij door een inderhaast gemaakte opening nagels van omstanders kon lakken. De actie kreeg een Ice Bucket Challenge-achtig vervolg op sociale media, waarbij massaal nagels werden gelakt en getoond en geld werd gedoneerd. Hiermee werd ruim 2,5 miljoen euro opgehaald, een record voor een individuele actie tijdens Serious Request, en later – los van Serious Request – nogmaals 1 miljoen voor behandeling voor andere kinderen met hersenstamkanker. Tijn is op 7 juli 2017 overleden.
Het verhaal van Tijn Kolsteren haalde nationaal en internationaal de media. Door burgemeester Paul Depla van Breda werd hij op 22 december ontvangen en voor één dag tot burgemeester van de stad benoemd. Op 12 februari 2017 werd een planetoïde naar hem vernoemd, (6327) Tijn. In Ivoorkust werd een verbouwde kliniek opgedragen aan Tijn, een portret van hem werd op een muur geschilderd.
Bij het einde van de actie stond de teller van Serious Request 2016 in totaal op 8.744.131 euro, bijna 280.000 euro meer dan het jaar ervoor. Bij de presentatie van de jaarcijfers van het Rode Kruis in juni 2017 werd duidelijk dat het eindbedrag was opgelopen tot 9.257.000 euro.

## Tijdschema
Hieronder volgt het tijdschema van Serious Request 2016.
| Dag       | Dag       | 00.00-06.00 Graveyardshift | 06.00-12.00                                                                             | 12.00-18.00                                                                             | 18.00-00.00                                                                             | Slaapgast    |             | Stand (rond 20.30) |
| --------- | --------- | -------------------------- | --------------------------------------------------------------------------------------- | --------------------------------------------------------------------------------------- | --------------------------------------------------------------------------------------- | ------------ | ----------- | ------------------ |
| 1         | zo 18 dec | —                          | 14.00–17.00: Sander en Rob 17.00–20.30: Annemieke en Kevin 20.30–00.00: Domien en Frank | 14.00–17.00: Sander en Rob 17.00–20.30: Annemieke en Kevin 20.30–00.00: Domien en Frank | 14.00–17.00: Sander en Rob 17.00–20.30: Annemieke en Kevin 20.30–00.00: Domien en Frank | Ali B        | –           |                    |
| 2         | ma 19 dec | Frank                      | Domien                                                                                  | Frank                                                                                   | Domien                                                                                  | Dionne Stax  | € 1.081.553 |                    |
| 3         | di 20 dec | Frank                      | Domien                                                                                  | Frank                                                                                   | Domien                                                                                  | StukTV       | € 1.314.829 |                    |
| 4         | wo 21 dec | Frank                      | Domien                                                                                  | Frank                                                                                   | Domien                                                                                  | Humberto Tan | € 1.829.954 |                    |
| 5         | do 22 dec | Frank                      | Domien                                                                                  | Frank                                                                                   | Domien                                                                                  | Sanne Hans   | € 3.073.610 |                    |
| 6         | vr 23 dec | Frank                      | Domien                                                                                  | Frank                                                                                   | Domien                                                                                  | Mark Rutte   | € 5.140.308 |                    |
| 7         | za 24 dec | Frank                      | Domien                                                                                  | Frank                                                                                   | 18.00–20.30 Domien en Frank                                                             |              |             |                    |
| Eindstand | Eindstand | Eindstand                  | Eindstand                                                                               | Eindstand                                                                               | Eindstand                                                                               | Eindstand    | Eindstand   | € 9.257.000        |

## Andere dj's
Andere dj's van NPO 3FM doen ook speciale acties voor Serious Request.
| Dj's                                                 | Actie                                                               | Opbrengst   |
| ---------------------------------------------------- | ------------------------------------------------------------------- | ----------- |
| Joram Kaat                                           | Zich verhuren als presentator                                       |             |
| Olivier Bakker en Saskia Weerstand                   | Maken persoonlijke mixtapes in ruil voor een donatie                |             |
| Annemieke Schollaardt                                | Zet haar netwerk van artiesten in om samen met hen geld op te halen |             |
| Rob Janssen                                          | Doet heitje voor een karweitje om geld op te halen                  |             |
| Rob Janssen                                          | Wereldrecordpoging polonaise lopen                                  | € 500,00    |
| Jorien Renkema                                       | Helpt dorpen/steden om in actie te komen                            | € 46.449,78 |
| Michiel Veenstra                                     | Surprise Request                                                    |             |
| Eva Koreman                                          | Organiseert Coco Popshow                                            |             |
| Barend van Deelen, Wijnand Speelman en Herman Hofman | Benefietwedstrijd 3FM vs RTL Sterrenteam                            |             |
| Lex Uiting                                           | Collecte                                                            |             |

### Verslaggeving
| Dj's                                                           | Actie                               |
| -------------------------------------------------------------- | ----------------------------------- |
| Wijnand Speelman                                               | Reportages vanuit Ivoorkust         |
| Sander Hoogendoorn                                             | Man met de hamer                    |
| Angelique Houtveen                                             | Verslaggeving 3FM Headquarters      |
| Mark van der Molen en Rámon Verkoeijen                         | Verslaggeving acties in het land    |
| Jorien Renkema                                                 | Verslaggeving acties in het land    |
| Herman Hofman                                                  | Verslaggeving acties in het land    |
| Annemieke Schollaardt                                          | Presentatie eindshow                |
| Jan Versteegh                                                  | Presentatie tv-uitzending           |
| Eva Koreman                                                    | Verslaggeving (Breda) tv-uitzending |
| Geraldine Kemper                                               | Verslaggeving tv-uitzending         |
| Annemieke Schollaardt, Roosmarijn Reijmer en Barend van Deelen | Verslaggeving updates op NPO 1      |
| Joram Kaat, Saskia Weerstand                                   | Verslaggeving updates op NPO 101    |